# 朽木貞高
朽木 貞高（くつき さだたか）は、室町時代中期の武将。

## 経歴
嘉吉元年（1441年）11月、一色義賢の残党追討の幕命を受け、文安3年（1446年）、享徳3年（1454年）の2度に渡り若狭方面に出陣する。享徳3年（1454年）4月、信濃守。長禄2年（1458年）3月、足利義政から近江高島郡朽木庄を安堵される。同4年、同庄の百貫文分御料所編入に際し、貞高は代官となった。その後、文明2年（1470年）1月、細川勝元麾下となった。